# Slobodan Milosavljević (football)
Ne doit pas être confondu avec Slobodan Milosavljević.
Slobodan Milosavljević dit Slobodan Milot est un footballeur  et entraîneur serbe, né le 1er novembre 1943 à Kragujevac (Serbie) et mort le 12 avril 2025 à Sète,,.
Après avoir joué à Saint-Trond VV, il est attaquant à l'US Valenciennes, avant d'évoluer au FC Sète, comme milieu offensif dans les années 1970. Puis il termine sa carrière dans ce club comme entraîneur joueur de 1974 à 1976.
Plus tard, il est à nouveau entraîneur du club sétois à deux reprises dans les années 1980.

## Carrière de joueur
- 1962-1963: Étoile Rouge de Belgrade 🇷🇸 Serbie.
- Capitaine de l équipe internationale junior de Yougoslavie.
- 1968-1969 : Saint-Trond VV  Belgique
- 1969-1973 : US Valenciennes-Anzin  France (17 matches en D1 et 8 en D2)
- 1973-1977 : FC Sète  France (en D2).
- 1977-1978: Racing club de France.

## Carrière d'entraîneur
- 1974-septembre 1976 : FC Sète  France (en D2) (entraîneur-joueur)
- 1977-1985 : Aurillac FC  France (en DH, puis D4 à partir de 1979)
- 1985-janvier 1987 : FC Sète  France (en D2)
- 1987-1988 : RC Agde  France
- 1988-1989 : FC Sète  France (co-entraîneur avec Claude Calabuig ?) (en D2).
- 1989-1990: Mbilinga Gabon 🇬🇦 D1
- 1996- 1999: Renaissance Sportive de Settat  Maroc 🇲🇦 D1.
- 1999-2001: MAS Fès Maroc 🇲🇦 D1.
- 2002-2003: Al Arabi Qatar 🇶🇦 D1
- 2006-2008: Al Dafra Abu-Dhabi Émirats arabes unis 🇦🇪 D1

## Palmarès
- Champion de France D2 en 1972 avec l'US Valenciennes-Anzin

## Sources
- Marc Barreaud, Dictionnaire des footballeurs étrangers du championnat professionnel français (1932-1997), l'Harmattan, 1997. cf. notice du joueur page 259 (orthographié "Slobodan Milosavkievic").
- Collectif, Football 76, Les Cahiers de l'Équipe, 1975, cf. page 70.
- Collectif, Football 85-86, Les Guides de l'Équipe, 1984, cf. page 64, notice de l'entraîneur.